# Mohammad-Ali Shah Qajar
Mohammed-Ali Shah Qajar (persiska: محمدعلی شاه قاجار), född 21 juni 1872, död 5 april 1924, var den sjätte shahen i den qajariska dynastin i Persien 8 januari 1907 - 16 juli 1909. 

## Biografi
Mohammad-Ali Shah Qajar var emot den konstitution som godkändes under Muzaffar al-din Shah Qajar, hans fars, regeringstid. År 1907 upplöste Mohammed-Ali Majles (det iranska parlamentet) och upphävde konstitutionen som han ansåg strida mot islamisk lag  Han bombarderade Majles med militärt och politiskt stöd från Ryssland och Storbritannien.
Han abdikerade dock efter en ny konstitutionsrevolution och han är ihågkommen som en symbol för diktatur.
Han flydde till Odessa i Ryssland, men planerade där att komma tillbaka till makten. 1911 landsteg han i Astarabad i Iran, men hans trupper besegrades. Han flydde till Konstantinopel och avled i San Remo i Italien den 5 april 1924. Han begravdes i Karbala i Irak. Hans son och efterträdare Ahmad Shah Mirza blev den siste härskaren i Qajardynastin. 

## Familj
Mohammad-Ali Shah Qajar fick sju barn, däribland:
- Ahmad Shah Qajar
- Mohammad Hassan Mirza
- Mahmoud Mirza